# Si estuvieras conmigo
Si estuvieras conmigo es el título del noveno álbum de estudio grabado por el cantautor salvadoreño Álvaro Torres. Fue lanzado al mercado por la empresa discográfica EMI Latin el 3 de abril de 1990. Es el primer álbum para la dicha disquera. El álbum Si estuvieras conmigo fue producido por Bebu Silvetti y grabado en los estudios de grabación Rusk Sound Studios en Hollywood, California.

## Lista de canciones
- Todas las canciones escritas y compuestas por Álvaro Torres, excepto donde se indica.

| Si estuvieras conmigo |                                         |                                     |          |  |
| N.º                   | Título                                  | Escritor(es)                        | Duración |  |
| 1.                    | «Mi verdadero amor»                     | Álvaro Torres                       | 3:40     |  |
| 2.                    | «Cuidado»                               | Álvaro Torres                       | 3:45     |  |
| 3.                    | «Ven y dame un poco más»                | Sylvia Riera Ibáñez · Bebu Silvetti | 3:25     |  |
| 4.                    | «Quiero volver a tu lado» (con Tatiana) | Álvaro Torres                       | 3:40     |  |
| 5.                    | «Si estuvieras conmigo»                 | Álvaro Torres                       | 3:27     |  |
| 6.                    | «Ni tú ni ella»                         | Álvaro Torres                       | 5:01     |  |
| 7.                    | «Por ti mi amor»                        | Sylvia Riera Ibáñez · Bebu Silvetti | 3:50     |  |
| 8.                    | «Se acabó»                              | Sergio Fachelli                     | 3:15     |  |
| 9.                    | «Vuelve por favor»                      | Álvaro Torres                       | 3:50     |  |
| 10.                   | «Mujer de nieve»                        | Álvaro Torres                       | 3:20     |  |
| 11.                   | «Ven y dame poco más» (Versión disco)   | Sylvia Riera Ibáñez · Bebu Silvetti |          |  |

- Datos: Q24953160